# Juan Fernando Franco Sánchez
Juan Fernando Franco Sánchez (Barbosa, 1 de junio de 1975) es un eclesiástico católico colombiano. Es el actual obispo de Caldas, desde octubre de 2022.

## Biografía
Juan Fernando nació el 1 de junio de 1975, en el municipio colombiano de Barbosa.
Realizó sus estudios en el Seminario Mayor de Caldas (1995-2002). Obtuvo el bachillerato en Filosofía (19¿?-1997) y Teología (1998-2002) en la Universidad Pontificia Bolivariana.
En la Pontificia Universidad de la Santa Cruz (2006-2009), obtuvo la licenciatura en Derecho canónico.

### Sacerdocio
Su ordenación sacerdotal fue el 29 de marzo de 2003.
Como sacerdote desempeñó los siguientes ministerios:
- Vicario parroquial en Ntra. Sra. de los Dolores en Titiribí.
- Vicario parroquial de la Catedral de Caldas.[4]
- Delegado Diocesano de Pastoral Juvenil.
- Capellán de la Corporación Universitaria Lasallista en Caldas.
- Párroco de la Transfiguración del Señor en Caldas.
- Rector del Seminario Mayor de Caldas.
- Vicario General de Caldas (20¿?-2021).[5]
- Canciller Diocesano de Caldas (20¿?-2021).
- Presidente del Tribunal Diocesano de Caldas.
- Vicario Judicial de Caldas.
- Delegado Diocesano de Pastoral Familiar.
- Párroco de la parroquia San Fernando Rey en Amagá (2020-2021).[6]

### Episcopado
En 2021, fue elegido administrador diocesano sede vacante de Caldas, por el Colegio de consultores. El 15 de octubre de 2022, el papa Francisco lo nombró obispo de Caldas.
El 8 de diciembre del mismo año, durante una ceremonia en la Catedral de Caldas, realizó la profesión de fe y el juramento de fidelidad exigido a todos los obispos antes de su ordenación; fue testigo el obispo César Alcides Balbín, quien bendijo las insignias episcopales del nuevo prelado.
Fue consagrado al día siguiente, en el mismo lugar, a manos del arzobispo Luis Mariano Montemayor. Tomó posesión canónica el mismo día de su ordenación.